# Come Out and Play (album av Kim Wilde)
Come Out And Play är den brittiska sångerskan Kim Wildes elfte studioalbum, släppt den 27 augusti 2010. Albumet innehåller totalt 13 låtar, däribland singeln "Lights Down Low".
Albumet är skrivet av Kim Wilde själv men även Ricki Wilde samt Scarlett Wilde har medverkat.

## Låtlista
1. King Of The World (3:31)
2. Lights Down Low (3:00)
3. Real Life (3:54)
4. Greatest Journey (3:48)
5. I Want What I Want (3:06)
6. Love Conquers All (3:58)
7. Hey! You! (3:12)
8. Suicide (2:41)
9. This Paranoia (2:48)
10. Loving You More (4:01)
11. Get Out (3:45)
12. My Wish Is Your Command (3:33)
13. Jessica (1:21)
14. Carry Me Home (bonusspår, endast download) (4:03)